# Agii Anargyri-Kamatero
Agii Anargyri-Kamatero (griechisch Άγιοι Ανάργυροι - Καματερό) ist eine Gemeinde im Großraum Athen, die seit dem 1. Januar 2011 besteht.

## Geografie

### Geografische Lage
Die Gemeinde ist Teil des geschlossenen urbanen Stadtraums der Hauptstadt und beginnt etwa fünf Kilometer nördlich der Akropolis. Die beiden Stadtteile Agii Anargyri und Kamatero, bis 2010 unabhängige Gemeinden, berühren sich nur an einem rund 650 Meter langen Abschnitt im Nordwesten der Gemeinde, die sich sichelförmig um die Nord- und Westgrenze des benachbarten Ilio legt. Im Norden reicht sie an das nordwestliche Ende des Berges Egaleo, der sie vom westattischen Fyli trennt. Nordöstlich liegt das ostattische Acharnes. Im Osten bildet der Kifisos die Grenze zu Filadelfia-Chalkidona, im Süden bestehen kurze Grenzen zur Gemeinde Athen und zu Peristeri.

### Siedlungsgeografie
Die Gemeinde besteht hauptsächlich aus Wohngebieten, wobei Agii Anargyri dichter bebaut ist als Kamatero. 

### Gliederung
Die Gemeinde gliedert sich in folgende Stadtviertel:
- Stadtbezirk Agii Anargyri
  - Agii Akindyni (Άγιοι Ακίνδυνοι)
  - Agii-Anargyri-Zentrum
  - Anakasa (Ανάκασα)
  - Ano Anakasa (Άνω Ανάκασα)
  - Koskina-Militärgelände
  - Mykoniatika (Μυκονιάτικα)
  - Tsoumba (Τσούμπα)
- Stadtbezirk Kamatero
  - Agia Triada (Αγία Τριάδα)
  - Agios Georgios (Άγιος Γεώργιος)
  - Agios Spyridon (Άγιος Σπυρίδων)
  - Agios Tryfon (Άγιος Τρύφων)
  - Anthokipouri (Ανθοκηπουροί)
  - Gerovouni (Γεροβουνί)
  - Nea Charavgi (Νέα Χαραυγή)
  - Nea Olymbia (Νέα Ολυμπία)
  - Tsopa-Soulioti (Τσόπα-Σουλιώτη)

## Geschichte
Die Gegend der Gemeinde war im 19. Jahrhundert noch völlig ländlich, das arvanitische Dorf Kamatero am Fuß des Egaleo mit (1853) 123 Einwohnern in 29 Häusern war die einzige Siedlung. Zwischen 1848 und 1861 errichtete die griechische Königin Amalia westlich des Kifisos ihre Sommerresidenz mit einem ausgedehnten Park, dessen Gebiet zum Teil noch im modernen Andonis-Tritsis-Park (auf dem Gebiet von Ilio) erhalten ist. Die traditionelle Bezeichnung Pyrgos Vasilissis (‚Turm der Königin‘) für das Herrenhaus auf dem Gelände trägt noch der Bahnhof in Anakasa. 
Eine Siedlung bayerischer Beamter und Hofangestellter, die zunächst Ilion Troas genannt wurde, entstand 1858 südwestlich des königlichen Anwesens. Nach der Vertreibung des Königshauses und seines Beamtenapparats 1862 siedelten sich reiche Familien aus den umliegenden Dörfern Liosia, Fyli und Menidi dort an und nannten die Siedlung Kato Liosia, zum Ende des 19. Jahrhunderts setzte sich Nea Liosia durch. Bis 1920 wuchs die Bevölkerung Nea Liosias auf 1121 Einwohner an. Nea Liosia wurde 1925 aus Athen ausgegliedert und selbständige Landgemeinde, Agii Anargyri als östlicher Streifen Nea Liosias erhielt die Selbständigkeit zwei Jahre später. 1928 hatte Agii Anargyri bereits 1057 Einwohner, davon 117 Flüchtlinge aus der Türkei.
Kamatero gehörte im 19. Jahrhundert wechselweise zu den Gemeinden der umliegenden Dörfer. 1915 wurde es ein Stadtteil Athens und 1933 aus diesem als selbständige Landgemeinde ausgegliedert. Seine Bevölkerung stieg nur langsam, von 378 Einwohnern 1920 auf 560 Einwohner 1940.
Der entscheidende Bevölkerungszuwachs und die Entwicklung zum urbanen Stadtraum erfolgte in der Zeit nach dem Zweiten Weltkrieg. Agii Anargyri wurde 1963, Kamatero 1972 zur Stadtgemeinde erhoben. Im Rahmen der Umsetzung des Kallikratis-Programms wurden die beiden Gemeinden zum 1. Januar 2011 vereint und Agii Anargyri als Sitz der neuen Gemeinde bestimmt.
Bevölkerungsentwicklung 1951–2011
|               | 1951  | 1961   | 1971   | 1981   | 1991   | 2001   | 2011   |
| ------------- | ----- | ------ | ------ | ------ | ------ | ------ | ------ |
| Agii Anargyri | 8.416 | 18.448 | 26.094 | 30.320 | 30.739 | 22.234 | 34.168 |
| Kamatero      | 783   | 3304   | 11.382 | 15.593 | 17.410 | 32.957 | 28.361 |

## Infrastruktur

### Straße
Am östlichen Rand von Agii Anargyri verläuft die griechische A 1, die von Piräus über Lamia nach Nordgriechenland führt, nördlich von Kamatero die A 6, die den Athener Raum mit der Peloponnes verbindet. 

### Eisenbahn
In Agii Anargyri befindet sich ein Haltepunkt der S-Bahn. Hier verkehrt die Linie 2 in der Verbindung Piräus–Chalkida. Die Eisenbahnstrecke ist hier Teil der Bahnstrecke Piräus–Thessaloniki.